# Смит, Дон
Дон Смит (англ. Donald Roland Smith; 29 декабря 1937, Лондон — 6 октября 2004, Кембридж) — британский мототриалист, 3-кратный чемпион мира по мототриалу, победитель первого в истории Чемпионата мира (Challenge Henry Groutards 1964).

## Ранние годы
Дон Смит родился в Лондоне. Его родители рано развелись, и его вместе со старшей сестрой Памелой Мэри растила мать. В 1952 году, параллельно с посещением школы, Смит начал стартовать в любительских спидвейных гонках. В 1953 году Смит своими руками собрал свой первый триальный мотоцикл с самодельной рамой и двигателем 199 Villiers, а с 1954 году постоянно работал механиком в тех или иных компаниях и мастерских.
В 1957 году был призван в армию, служил в 33-й парашютной части (33rd Parachute Light Regiment), по окончании срока службы остался в качестве добровольца и уволился из армии в 1959 году. Работал менеджером по обслуживанию мотоциклов в Стортфорде, а также механиком в компании Greeves. В 1960-м году открыл собственные мастерские Don Smith Motorcycles Ltd в Лондоне.

## Спортивная карьера
С 1953 года Смит выступал в любительских гонках — как триальных, так и спидвеях — на мотоциклах собственной конструкции и не прекращал выступления даже в годы армейской карьеры. В 1962 году выиграл 1-й международный триал в Нидерландах, позже выигрывал многочисленные соревнования в триальных и спидвейших дисциплинах в Европе.
С 1957 по 1967 год Дон Смит был одним из заводских пилотов Greeves, представляя бренд в различных мотоциклетных дисциплинах. На Greeves он выиграл первый в истории Чемпионат мира по мототриалу под эгидой Международной мотоциклетной федерации (FIM) в 1964 году — тогда чемпионат носил название «Вызов Анри Грутарда» (Challenge Henry Groutards). Впоследствии Смит становился чемпионом ещё дважды: в 1967 и 1969 году (в 1969-м чемпионат официально считался Чемпионатом Европы по мототриалу).
Помимо Чемпионатов мира, Смит принимал участие в различных внезачётных триалах и регулярно становился их победителем (например. в 1966 году они выиграл 10 различных триалов международного уровня и 15 триалов национального характера). Расставшись с Greeves, выступал на Montesa.
После 1970 года Смит официально завершил карьеру и выступал лишь эпизодически. Тяжёлая травма колена в 1979 года вынудила его окончательно повесить шлем на гвоздь. К тому моменту он был обладателем более чем 800 призовых кубков самых разных мотосоревнований.

## Карьера изобретателя
Ещё в 1968 году Дон Смит принимал участие в разработке мотоцикла Montesa Cota. Проведя последний сезон в 1970 году, Дон Смит продолжил карьеру в качестве инженера по разработке триальных мотоциклов. В 1972 году он подписал контракт с компанией Kawasaki; по контракту он должен был с нуля разработать полноценный триальный Kawasaki. Первой моделью, разработанной Смитом для японской компании, был Kawasaki 450 MX (1973), на которой он одержал победу в 6-дневном триальном соревновании в Шотландии. В 1974 году Смит принял участие в четырёхмесячном промотуре Kawasaki и стал фактически первым мировым амбассадором мототриала как вида спорта. В ходе тура он выступал с демонстрационными заездами, в том числе в США. В 1976-м ушёл из компании.
В качестве хобби в середине 1970-х Смит разработал велосипед собственной конструкции, который назвал The Springer — фактически, это был ранний предок современных велосипедов класса BMX. Смит так и не смог найти производителя для своего изобретения, но с распространением BMX-велосипедов в 1980-х годах основал собственную велокоманду Ace, пилоты которой регулярно одерживали победы на различных BMX-соревнованиях. Сам Смит продолжал разработку BMX-велосипедов (пилоты его команды выступали на велосипедах его конструкции).
Также Смит разработал ряд технических улучшений для спидвейных мотоциклов. Наиболее значимым улучшением Смита является безопасная система ножной опоры — травмы ног спидвейных гонщиков были очень распространены в то время. Систему Смита начали применять многие гонщики, в том числе 6-кратный чемпион мира по спидвею Айвен Могер. В 1971 году ножная опора Смита стала обязательным требованием FIM к спидвейным мотоциклам.

## Возвращение в триал и смерть
В 2002 году Смит вернулся в триал в качестве ветерана. В 2003 году он возглавил парад, предваряющий состязание «Шотландские шесть дней триала» (Scottish Six Day Trial), а также выступил в соревновании Pre'65 Scottish Trial для старшей возрастной категории. Он планировал выступить в нём же в 2005 году, но в октябре 2004 года перенёс инфаркт, а затем, спустя несколько дней, — второй. 6 октября 2004 года Дон Смит скончался в больнице Адденбрукс (Кембридж). Прах Дона Смита был развеян над одной из триальных секций трассы Pre'65 Scottish Trial в 2005 году.

## Семья
Дон Смит состоял в браке с 1960 по 1978 год, у него трое детей — Пол, Карен и Аманда. После развода имел длительные внебрачные отношения, закончившиеся смертью в 2002 году его партнёра.

## Результаты выступлений в Чемпионате Европы (мира) по мототриалу
| Год  | Мотоцикл | 1     | 2      | 3     | 4     | 5      | 6      | 7   | 8   | 9   | Место | Очки    |
| ---- | -------- | ----- | ------ | ----- | ----- | ------ | ------ | --- | --- | --- | ----- | ------- |
| 1964 | Greeves  | BEL 2 | FRA 1  | GER 1 |       |        |        |     |     |     | 1     | 70      |
| 1965 | Greeves  | FRA 4 | BEL 39 |       |       |        |        |     |     |     | 8     | 17      |
| 1966 | Greeves  | GER   | FRA 2  | BEL 1 |       |        |        |     |     |     | 2     | 47      |
| 1967 | Greeves  | SUI 1 | BEL 1  | GER 2 | FRA 3 |        |        |     |     |     | 1     | 93      |
| 1968 | Montesa  | SUI 3 | GER    | BEL   | FRA   | GBR 4  |        |     |     |     | 6     | 7       |
| 1969 | Montesa  | SUI 2 | FRA 5  | GER 2 | BEL 1 | GBR 2  | SWE 6  |     |     |     | 1     | 51 (62) |
| 1970 | Montesa  | GER 4 | FRA 11 | GBR 6 | BEL 3 | IRL 17 | ESP 10 | FIN | SWE | POL | 8     | 24      |